# Campanuliden
Campanuliden is de naam die in de 23e druk van de Heukels' Flora van Nederland gebruikt wordt voor een groep planten. Het is een vertaling van de naam "campanulids", de alternatieve benaming voor de "euasterids II" uit het APG II-systeem (2003). De Campanuliden horen tot de Asteriden, en dus tot de  'nieuwe' tweezaadlobbigen.
De bedoelde groep is een clade: het is dus geen formeel taxon met een rang of een botanische naam. Deze groep bestaat uit:
- klasse Campanuliden
familie Bruniaceae
familie Columelliaceae
[+ familie Desfontainiaceae ]
familie Eremosynaceae
familie Escalloniaceae
familie Paracryphiaceae
familie Polyosmaceae
familie Sphenostemonaceae
familie Tribelaceae
orde Aquifoliales
orde Apiales
orde Dipsacales
orde Asterales

waarbij de familie tussen [+ ...] optioneel is.